# Gavrila Derzjavin
Gavriil Romanovitj Derzjavin (ryska: Гавриил Романович Державин), född 14 juli 1743 (3 juli g.s.), död 20 juli 1816 (8 juli g.s.), rysk poet och politiker. 
Derzjavin växte upp under fattiga omständigheter som son till en officer i Kazan. Han fick en bristfällig utbildning och gick därefter in vid armén, och hade 1773 befordrats till officer. Efter att ha utmärkt sig i kampen mot Jemeljan Pugatjovs uppror övergick Derzjavin i civiltjänst. År 1776 hade han utgett sin första bok, en samling oden, mestadels översättningar, de flesta från tyskan, det enda främmande språk han under barndomen fått tillfälle att lära. I bredare kretsar blev han först 1779 känd genom sitt Ode med anledning av furst Mestjerskijs död. Han hämtade här influenser från Horatius, som han nu börjat studera. Tidigare hade Derzjavin främst diktat i Michail Lomonosovs stil. Sitt egentliga rykte fick han dock först genom odet Felitsa, som han 1782 offentliggjorde i Sankt Petersburgs akademis tidskrift. Dikten är riktad till en ädel kirgisisk kungadotter som en hyllning från hennes egna. I verkligheten är det dock Katarina II som besjunges. Den hyllning, som bringas henne skrev med skämtsamt ironisk ton, och det är framför allt den frejdade härskarinnans rent mänskliga egenskaper, som framhålles.
Genom Katrinas gunst fick Derzjavin flera förtroendeposter, på vilka han dock åstadkom rätt mycken oro. 1791 blev han kejsarinnans statssekreterare. På närmare håll förlorade Derzjavin hänförelsen för sin "Felitsa", vilken å sin sida snart kände sig uttråkad av sin skyddslings alltför stora beskäftighet. År 1793 avlägsnades han från hovet genom utnämning till senator. Efter ett decennium lämnade han helt statstjänsten och slog sig ned på ett gods i guvernementet Novgorod. Här tillbringade han till sin död ett lugnt liv, vilket han besjöng i ett av sina främsta poem, Till Eugen, livet på Zvanka (1807). In i det sista var han poetiskt verksam och dog 1816 efter att just ha nedskrivit en pompös strof till Ode över dödligheten.
Derzjavin nämns ibland som en av de främsta ryska 1700-talspoeterna. Han var en av de första att inse den unge Aleksandr Pusjkins begåvning. En av Derzjavins dikter inleds i en svensk tolkning med orden "I tidevarvens snabba flöde..." och handlar om hur människor och allt som människan skapat, skall förgås. Ironiskt nog blev det också en av Derzjavins sista dikter; han skrev ner den på en griffeltavla inte lång tid före sin död.

## Eftermäle
Nedslagskratern Derzhavin på planeten Merkurius och 23409 Derzhavin asteroiden är uppkallade efter honom.